# 1298
Cette page concerne l'année 1298  du calendrier julien. Pour l'année 1298 av. J.-C., voir 1298 av. J.-C.
L'année 1298 est une année commune qui commence un mercredi.

## Événements

### Asie
- Kyawswa, souverain du royaume de Pagan en Birmanie, est déposé par les trois frères shans qui fondent le royaume de Myinsaing (fin en 1312)[1].

### Europe
- 3 mars : par la bulle Sanctæ Romanæ Ecclesiæ, le pape Boniface VIII promulgue le Sexte, un recueil de droit canonique[2].
- Avril. France. Ordonnance de Philippe le Bel portant abolition de la servitude dans ses nouvelles provinces méridionales[3].
- 1er juin : le grand duc de Lituanie Vytenis vainc l'ordre de Livonie à la bataille de Turaida.
- 23 juin : Adolphe de Nassau est déposé par les électeurs à la diète de Mayence. Albert Ier d'Autriche est élu à sa place[4].
- 2 juillet : Adolphe de Nassau est vaincu et tué à la bataille de Göllheim par Albert Ier[5].
- 22 juillet : bataille de Falkirk[6]. Édouard Ier d'Angleterre défait William Wallace et reprend le contrôle de l'Écosse.
- 1er août : fondation de la bastide de Marciac (Gers, France) sous le règne de Philippe le Bel, à travers la signature d'un contrat de paréage, négocié par le sénéchal Guichard de Marciac et signé à Toulouse, actant la naissance de la nouvelle cité[7],[8].
- 9 août :
  - Albert Ier d'Autriche est élu une seconde fois empereur romain germanique (jusqu'en 1308)[5].
  - À la suite de la banqueroute des Buonsignori  à Sienne, un groupe de quelques membres de la compagnie adresse une pétition au gouvernement des neuf pour qu’il sauve la banque[9].
- 15 août : incendie de la cathédrale de Strasbourg[10].
- 24 août : couronnement d’Albert Ier d'Autriche à Aix-la-Chapelle[5].
- 8 septembre : les Génois défont la flotte de Venise à la bataille de Curzola[11].
- Début de la rédaction en français du Livre de Marco Polo dans une prison génoise, avec l’aide de l'écrivain Rustichello de Pise[12].

## Décès en 1298

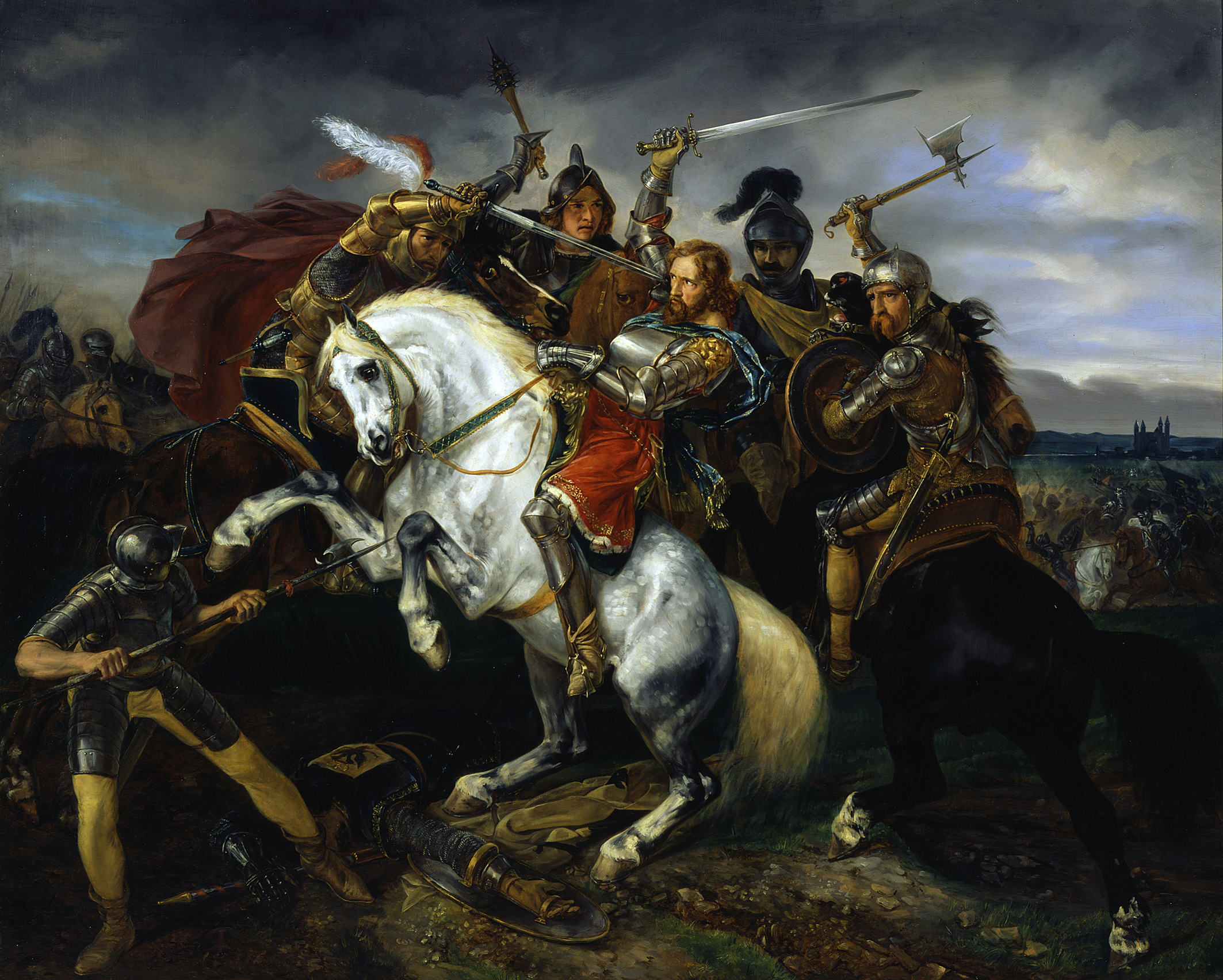
2 juillet : Adolphe de Nassau est tué à Göllheim.